# اچ‌ام‌اس آخرون (اچ۴۵)
اچ‌ام‌اس آخرون (اچ۴۵) (به انگلیسی: HMS Acheron (H45)) یک کشتی بود که طول آن ۳۲۳ فوت (۹۸ متر) بود. این کشتی در سال ۱۹۳۰ ساخته شد.